# Lobjesvingermos
Lobjesvingermos (Physcia tribacia)  is een korstmos uit de familie Physciaceae. De fotobiont is trebouxioïde.

## Kenmerken
Het thallus is onregelmatig van vorm, gelobd, lobben vrij kort, meestal 0,5–1,5 mm breed, dicht aangedrukt, vaak gegolfd, dicht opeengepakt en meestal overlappend, margelobben meestal met duidelijk uitlopende en gekartelde insnijdingen, zonder trilharen. Thallus bleekgrijs bij droogte, mat of licht glanzend, niet berijpt. De soralen zijn tot 1,2 mm in diameter, sterk bolvormig, vaak samenvloeiend, wit tot bleekgrijs bij droogte. Ondervlak van thallus wit tot bleekbruin-wit, rhizinen vrij schaars, bleek tot middelbruin. Cortex (schorslaag) en medulla (merglaag) bevatten atranorine, K+ geel.
De apotheciën komen zelden voor en indien aanwezig zijn deze 0,7–1,6 mm diameter, zittend of kort gesteeld, omgeven door een goed ontwikkelde thalliene rand zonder rhizinen. Jonge schijven zijn roodbruin niet berijpt, met een oranjebruin epithecium geproduceerd door aangroeiingen rond de parafyse-uiteinden. De parafysen zijn apicaal vertakt en 1,5–2 μm in diameter. Het hymenium en hypothecium zijn hyaliene. 
Asci zijn 8-sporig, meten 50 x 20 μm en hebben een apicale ring (J+ blauw). Ascosporen zijn in de ascus biseriaat gerangschikt, ellipsoïdaal tot fabiform van vorm, glad, dikwandig vooral aan de uiteinden, toppen afgerond en meten 18–19,5(–22) × 7–9,5(–11) μm.

## Verspreiding
In Nederland komt deze soort zeer zeldzaam voor. Het staat op de rode lijst in de categorie gevoelig.